# Атанас Стоилов (политик)
Атанас Костадинов Стоилов е български политик и инженер от ГЕРБ, кмет на Аксаково (от 1999 г.). Председател е на Асоциацията на българските черноморски общини. Член е на управителния съвет на Националното сдружение на общините в Република България, основател на мрежата от градове „Отворени градове“.

## Биография
Атанас Стоилов е роден на 19 април 1964 г. в град Варна, Народна република България. Висшето си образование завършва във ВВМУ „Н.Й.Вапцаров“ като машинен инженер. В периода от 1988 до 1999 г. работи в Параходство „Български морски флот“.

### Политическа дейност
На местните избори през 2003 г. е кандидат за кмет на община Аксаково, издигнат от коалиция „СДС, Родолюбие“: Съюз на демократичните сили, Родолюбие. Избран е на първи тур с 4764 гласа (или 56,03%).
На местните избори през 2007 г. е кандидат за кмет на община Аксаково, издигнат от коалицията на ГЕРБ, Съюза на демократичните сили, Националното движение „Симеон Втори“, Демократите за силна България, ВМРО-БНД и Българския земеделски народен съюз. Избран е на първи тур с 6098 гласа (или 64,26%).
На местните избори през 2011 г. е кандидат за кмет на община Аксаково, издигнат от ГЕРБ. Избран е на първи тур с 6919 гласа (или 72,40%).
На местните избори през 2015 г. е кандидат за кмет на община Аксаково, издигнат от ГЕРБ. Избран е на първи тур с 6465 гласа (или 73,99%).
На местните избори през 2019 г. е кандидат за кмет на община Аксаково, издигнат от ГЕРБ. Избран е на първи тур с 6370 гласа (или 76,01%).